# 広川町立広小学校
広川町立広小学校（ひろがわちょうりつ ひろしょうがっこう）は、和歌山県有田郡広川町大字広にある公立小学校。
広川町立広小学校は、1872年（明治5年）8月発布された学制にもとづき、1875年（明治8年）11月23日初めて公立され、校舎は正覚寺の堂宇を代用し、翌1876年（明治9年）3月14日授業を開始している。

## 沿革
- 1876年3月14日 - 正覚寺講堂にて開設。
- 1887年 - 広尋常小学校となる。
- 1926年11月24日 - 広村尋常高等小学校認可
- 1947年 - 廣村立廣国民学校改称
- 1955年 - 広小学校と改称
- 1975年 - 創立100周年には記念碑を設置　校舎東側園庭にある。
- 2009年 - 創立130周年 当時の写真は玄関を入り左手に額が飾ってある。

## 通学区域
- 広川町

卒業生は基本的に広川町立耐久中学校へ進学。

## 周辺
- 濱口悟陵翁墓碑
- 稲むらの火
- 広村堤防
- 熊野御坊南海バス湯浅線 - 広小学校前停留所

## 著作注記
※index.html ソース下部に著作表示